# Наталія Потоцька

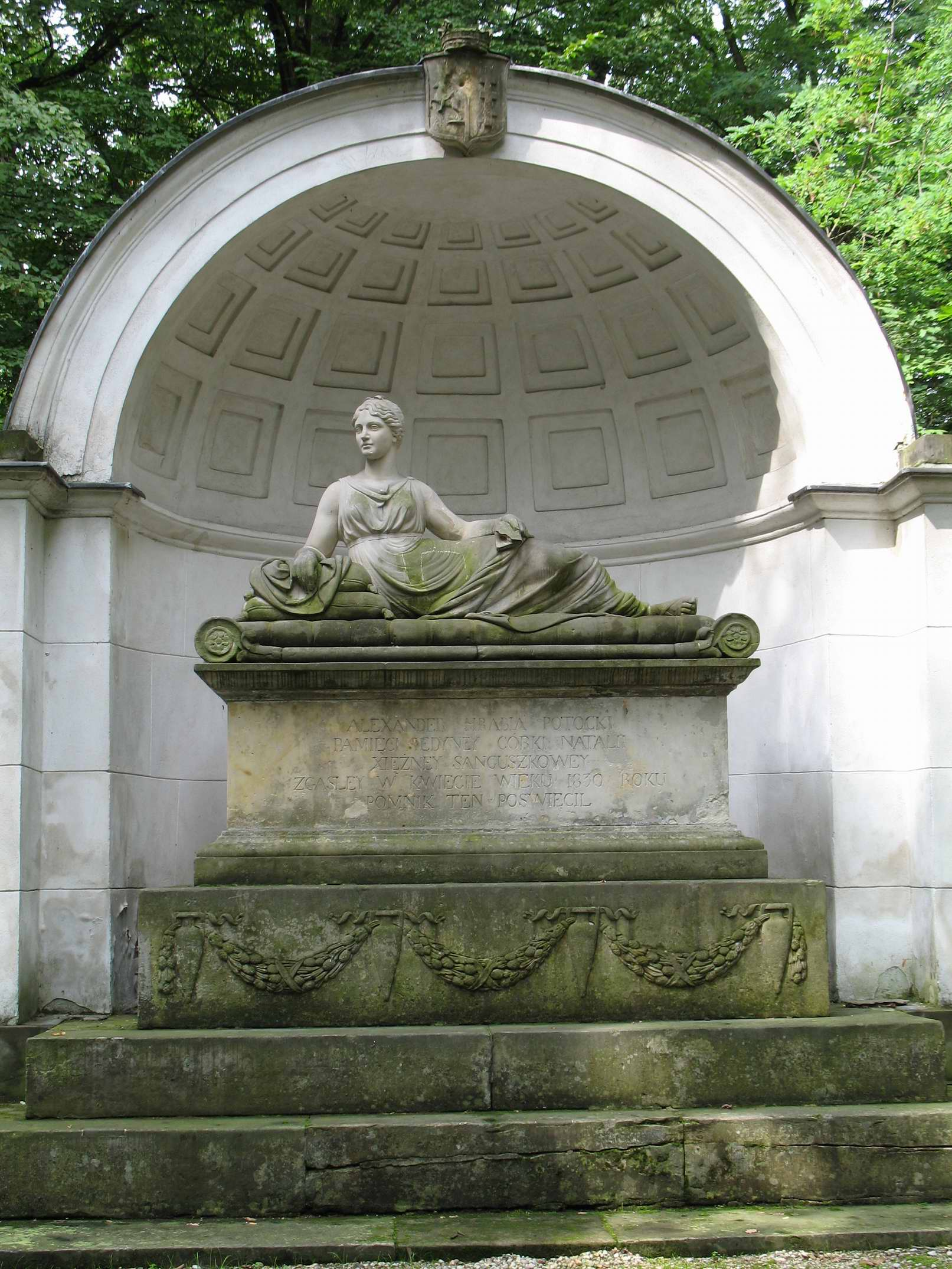
Пам'ятник-саркофаг Наталії з Потоцьких Сангушковій в Натоліні

Наталія з Потоцьких Сангушко з герба Пілява (1807 — 17 листопада 1830) — дочка Анни Тишкевич (1776—1867) та Олександра Потоцького.

## Життєпис
Невдовзі після народження Наталії родина Потоцьких змінила назву свого маєтку Бажантарнія на Натолін (нині територія Варшавського району Урсинув), що походить від імені їхньої доньки.
14 травня 1829 року у Варшаві Наталія вийшла заміж за принца Романа Адама Сангушка — сина віцебригадира національної кінноти зі Славути. Їхнє весілля відбулось у Відні, та, за словами Доллі Фікельмон, молодята «не справляли враження закоханих одне в одного, але задавались парою доброзичливою із взаємною довірою». Відповідно до спогадів сучасників Наталія Потоцька була неймовірно гарною та мала благородну й витончену душу. Її прославила в своїх творах Дельфіна Гай, а закоханий в неї декабрист Лунін часто згадував у своїх «Листах із Сибіру».
Наталія померла за рік після весілля та за кілька місяців після народження дочки.
Її пам'ятник-саркофаг авторства Людвіка Кауфмана, виготовлений коштом фундації батька Наталії Олександра Потоцького у 1834—1838 роках, розміщений у парку в Натоліні.

## Родина
У Наталії була дочка Марія Клементіна (Потоцька) Сангушко (1830—1903), яка вийшла заміж за графа Альфреда Юзефа Потоцького 18 березня 1851 року у Славуті.

## Нагороди
Наталія отримала орден Зіркового хреста.